# Guaraí
Guaraí är en kommun i Brasilien.   Den ligger i delstaten Tocantins, i den centrala delen av landet, 800 km norr om huvudstaden Brasília. Antalet invånare är 23 212.
Omgivningarna runt Guaraí är huvudsakligen savann. Runt Guaraí är det glesbefolkat, med 9 invånare per kvadratkilometer.